# زاچرلان-کولونگا
زاچرلان-کولونگا (به لهستانی:  Zaczerlany-Kolonia) یک روستا در لهستان است که در گمینا خوروشچ واقع شده‌است.